# Liliis von Quetta

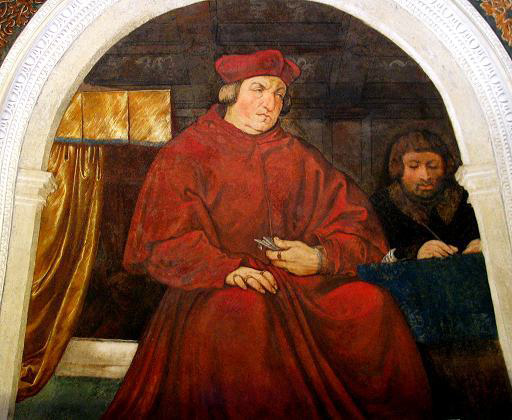
Bernhard von Cles und seitlich der Jurist Anton de Liliis von Quetta

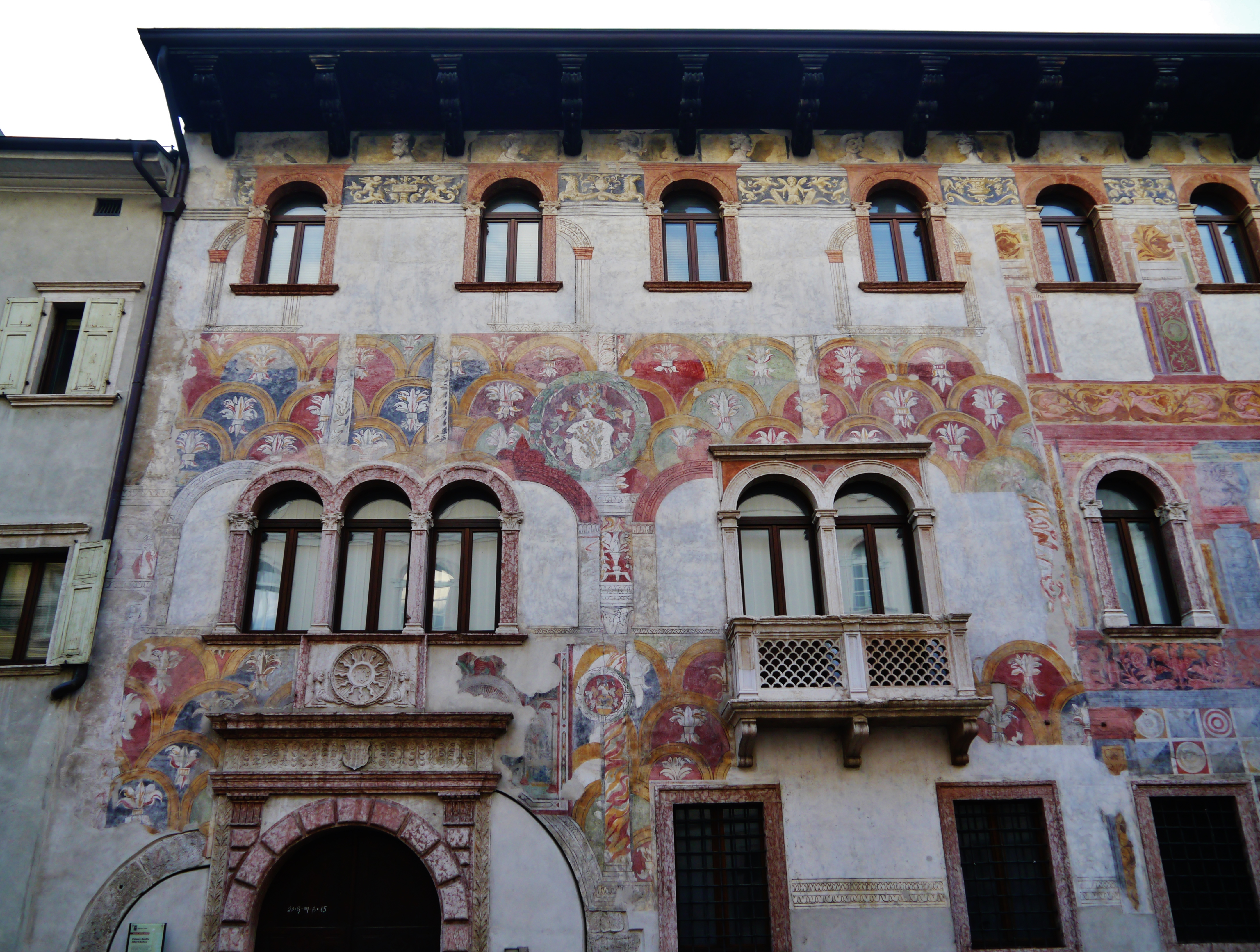
Palazzo Quetta Alberti-Colico

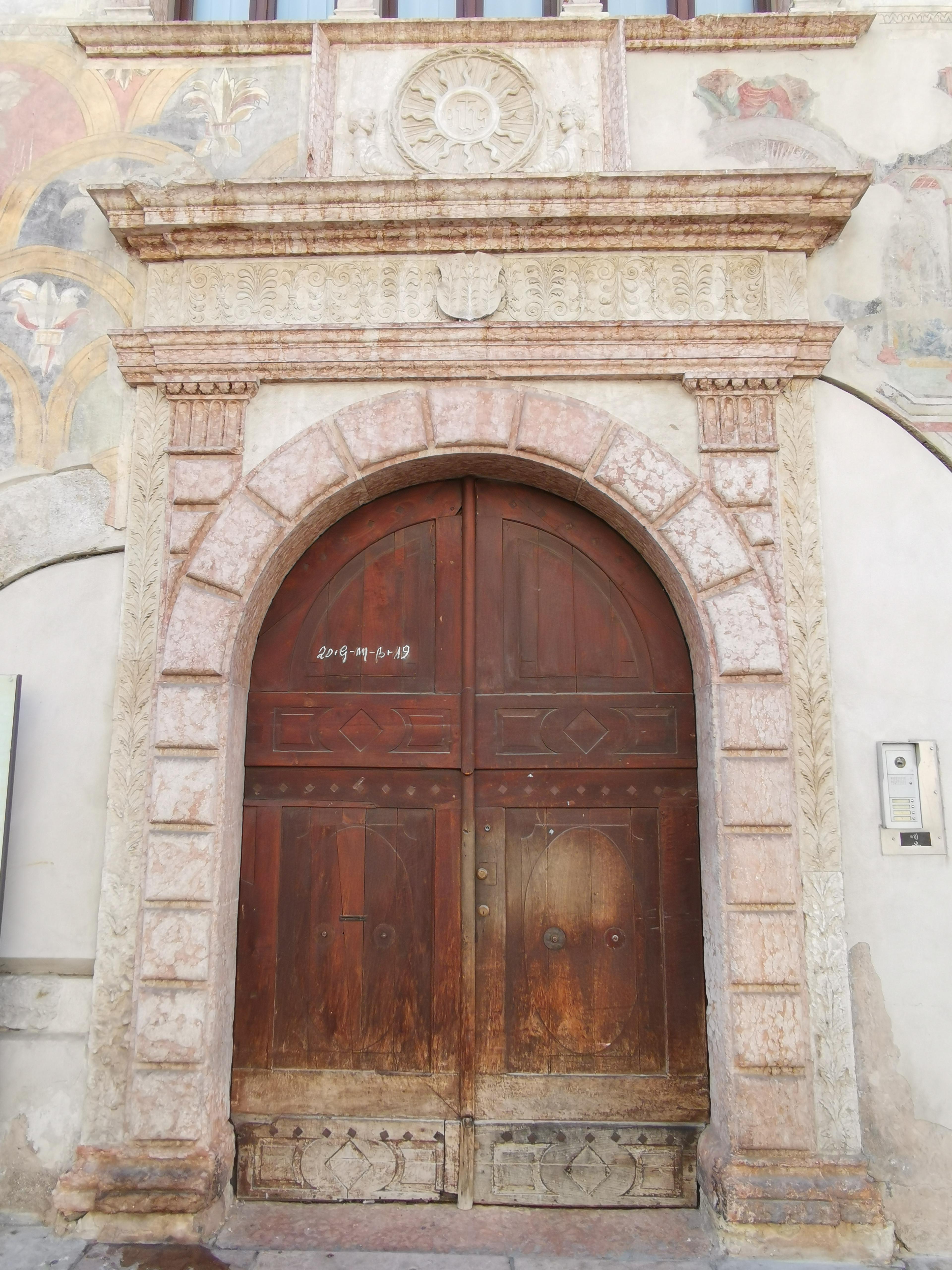
Portal mit Wappenstein

Liliies von Quetta, italienisch auch de Ziliis di Quetta, ist der Name eines alten, aus dem niederen Adel stammenden, trientinischen Geschlechts mit Stammsitz in Quetta im Nonstal.

## Geschichte
Einer alten, laut Ausserer seit dem 13. und 14. Jahrhundert erwähnten, bischöflichen Vasallenfamilie entstammend, empfing am 10. September 1449 Friedrich, Sohn des Peter von Quetta und Petrus, Sohn des Zilius bzw. Gilius, Gilg die alten Lehen der Familie. Der Name Gilg abgewandelt zu „de Liliis“ wurde später erblich. 1454 erwarb das Geschlecht von Johann von Metz den Zehnten von Quetta. Oberhaupt war damals der Notar Egidius, Sohn des Petrus von Quetta. Auf Grund seiner besonderen Verdienste als sogenannter „Maßar“ des Nons- und Sulzberges erhielt am 24. Januar 1483 Petrus de Ziliis de Quetta für sich und seine Brüder Matthäus und Christoph in Trient vom Bischof Johannes Hinderbach den erblichen Adel und eine Wappenbestätigung. 1489 erlangten die Liliis in Quetta auch das Lehen der ausgestorbenen Familie Gottrosi.
Als bedeutendster Angehöriger wirkte der promovierte Jurist Anton de Liliis von Quetta (1480–1556), als Rat Kaiser Karls V. und Ferdinand I., Orator des Konzils von Trient und bei der Republik Venedig, sowie Verfasser des Clesianischen Statutes von Trient. Als Kämmerer und Direktor der Hofkanzlei stand er in besonderer Gunst der Bischöfe von Trient Bernhard von Cles sowie Christoph von Madruzzo. Dieser wurde in Folge des Bauernkrieges eingezogenen Güter in Tenna, Pergine, Denno, Caderzone usw. belehnt. Am 24. Januar 1537 verlieh der Kaiser in Wien Anton und seinen Bruder Kaspar Quetta den Reichsadelsstand, eine Wappenbesserung, sowie ersterer das Palatinat. Anton Liliis von Quetta residierte bis 1550 im Palazzo Quetta Alberti-Colico in der Via Belenzani in Trient. Nach seinem Tod erreichte die Familie keinen politischen Einfluss mehr, die wiederum in den Landadel, dem sogenannten „Nobili rurali“ aufging.

## Wappen
Das redende Familienwappen mit den drei Lilien, findet sich in den Ortschaften Quetta und Denno, sowie am Portal-Schlussstein am Palazzo Quetta in der früheren Via Larga, heute Via Belenzani in Trient.